# 城南区
城南区（じょうなんく、ローマ字表記: Jōnan-ku）は、福岡市を構成する7区の行政区の一つである。
福岡市の区の中では中央区に次いで2番目に狭い区である。1972年に福岡市が政令指定都市になった当初は西区の一部だったが、1982年に西区、早良区、城南区の3区に分割された。

## 歴史
区域は全てもとの早良郡の一部で、福岡市に段階的に編入されていった。
- 1982年（昭和57年）5月10日 西区が西区・早良区・城南区の3区に分割され発足。

## 地理
福岡市の中央部に位置し、中央区、早良区、南区に囲まれている。中央区、南区との境には樋井川が流れ、早良区との境には早良街道が通る。南部には油山の山裾が広がる。
戦後に宅地化が進んだ地域であり、福岡市の中では最も高齢化率が高く、人口も最も少ない。
「茶山」「金山」「松山」「友丘」といった地名が示している通り、比較的起伏に富んだ地形であり、南区同様ため池も区内に多く点在している。

### 主な地域
- 別府・鳥飼：区役所が置かれており、かつては国鉄筑肥線の鳥飼駅、現在は福岡市地下鉄七隈線の別府駅が立地するなど、行政・交通の中心。また、中村学園大学のキャンパスが存在する。
- 七隈：福岡市最大の私立大学である福岡大学のキャンパスが設けられた文教地区。
- 堤・樋井川：福岡高速環状線の堤出入口が設けられた交通の要所であり、日本住宅公団が開発した堤団地、宝台団地を内包している。

## 地域

### 教育

#### 大学・短期大学
私立
- 福岡大学
- 中村学園大学・中村学園大学短期大学部

#### 公立高等学校
- 福岡県立城南高等学校
- 福岡市立博多工業高等学校

#### 私立高等学校・中学校
- 中村学園女子中学校・高等学校

#### 公立中学校
- 福岡市立城西中学校
- 福岡市立城南中学校
- 福岡市立梅林中学校
- 福岡市立長尾中学校
- 福岡市立片江中学校

#### 公立小学校
- 福岡市立長尾小学校
- 福岡市立鳥飼小学校
- 福岡市立別府小学校
- 福岡市立七隈小学校
- 福岡市立堤小学校
- 福岡市立城南小学校
- 福岡市立金山小学校
- 福岡市立片江小学校
- 福岡市立南片江小学校
- 福岡市立田島小学校
- 福岡市立堤丘小学校

### 郵便局
カッコ内は局番号。
- 城南郵便局 (74665) ※集配局

- 福岡別府団地郵便局 (74528)
- 福岡鳥飼郵便局 (74535)
- 福岡荒江郵便局 (74539)

- 福岡別府四郵便局 (74563)
- 福岡田島三郵便局 (74692)
- 福岡友丘郵便局 (74516)

- 福岡金山団地郵便局 (74599)
- 福岡神松寺郵便局 (74686)
- 福岡福大前郵便局 (74559)

- 福岡七隈郵便局 (74745)
- 福岡堤郵便局 (74609)
- 福岡南片江郵便局 (74715)

### 警察
- 城南警察署
  - 別府交番
  - 七隈警部交番
  - 堤交番

### 消防
- 城南消防署

### 主要病院
- 福岡大学病院

### その他の公共施設
- 城南市民センター・図書館
- 油山青年の家

## 交通
かつては筑肥線が通っており、区内に鳥飼駅があったものの、同線の博多駅 - 姪浜駅間が1983年に廃止され、以後は区内を通る鉄道がなかった（鳥飼駅跡は現在区役所や城南保健所などが建っている）。しかし2005年になり福岡市営地下鉄七隈線が開業した。人口が密集しているわりには道路や公共交通機関の整備が遅れていたため、以前から慢性的な交通渋滞に悩まされていたが、地下鉄七隈線の開業に加え、同線の上部の道路が城南学園通りとして幅員25mに拡幅され、区を南北に貫く大動脈となっているほか、区南部を横断する福岡高速5号線（堤出入口）・福岡外環状道路が開通し交通の利便性の向上が期待されている。

### 鉄道
- 福岡市地下鉄
  - 七隈線
    - 別府駅 - 茶山駅 - 金山駅 - 七隈駅 - 福大前駅 - 梅林駅

### バス
- 西鉄バス

片江営業所
福大病院、中村大学前
など

### 道路
有料道路
- 福岡高速環状線(福岡高速5号線)：堤出入口

一般国道
- 国道202号
  - 国道202号福岡外環状道路
- 国道263号

県道
- 福岡県道49号大野城二丈線
- 福岡県道555号桧原比恵線
- 福岡県道557号東油山唐人線

その他
- 油山観光道路
- 城南線
- 城南学園通り

## 観光スポット
- 友泉亭公園
- 末永文化センター（ミュゼ・オダ）
- 福岡東洋陶磁美術館
- 油山

## 出身有名人
- 竹山隆範（通称・カンニング竹山） - お笑い芸人（カンニング）
- 村田亙 - ラグビー選手
- 田渕ひさ子 - ロックギタリスト
- 水野美紀 - 女優。当区出身ではないが、父親の転勤のため、芸能界デビュー直前の数年間在住。別府小学校→城南中学校出身。
- ひぐち君 - お笑い芸人（髭男爵）
- 古屋敬多 - ダンスボーカルユニット（Lead）
- 西村拳 - 空手選手
- 橋本環奈 - 女優、タレント